# پاندای کونگ‌فوکار ۲
پاندای کونگ‌فوکار ۲ (به انگلیسی: Kung Fu Panda 2) پویانمایی رایانه‌ای آمریکایی در سبک کمدی ووشیا اکشن است که توسط دریم‌ورکس انیمیشن ساخته و توسط پارامونت پیکچرز در سال ۲۰۱۱ توزیع شده‌است. کارگردان این فیلم جنیفر یو نلسون است و جک بلک، داستین هافمن، آنجلینا جولی، جکی چان، لوسی لیو، گری اولدمن، دیوید کراس، ست روجن، جیمز هنگ، ژان کلود ون دم، میشل یئو، جیمز وودز و ویکتور گاربر شخصیت‌های این انیمیشن را صداپیشگی می‌کنند. این فیلم دنبالۀ پاندای کونگ‌فوکار و دومین قسمت از مجموعه پاندای کونگ‌فوکار است. در این فیلم، پو و دوستانش (ببری، میمون، افعی، مانتیس و لک‌لک) به شهر گانگمن می‌روند تا از تسخیر چین توسط طاووس خبیث، لرد شن جلوگیری کنند و در عین حال گذشته فراموش شده پو را دوباره کشف کنند.
در سال ۲۰۱۶، پاندای کونگ‌فوکار ۳ و در سال ٢٠٢۴، پاندای کونگ‌فوکار ۴ در ادامۀ این فیلم ساخته شدند.

## خلاصه داستان
در این قسمت، پو که حالا یک جنگجوی اژدها و استاد کونگ‌فو شده، با تهدیدی جدید روبه‌رو می‌شود: یک طاووس شرور به نام لرد شن (Lord Shen) که قصد دارد با استفاده از سلاحی مرگبار، کونگ‌فو را نابود کرده و بر چین حکومت کند.
در طول داستان، پو سعی می‌کند جلوی این تهدید را بگیرد، اما هم‌زمان با گذشته‌ی ناشناخته‌ی خودش مواجه می‌شود. او می‌فهمد که چطور از خانواده‌ی پاندا جدا شده و توسط پدرش، آقای پینگ (غاز فروشندهٔ نودل)، بزرگ شده است.
پو با کمک دوستانش (پنجه‌های آتشین: تایگرس، مانتیس، مانکی، وایپر و کرین) سفری پرماجرا را آغاز می‌کند تا با لرد شن مقابله کند. او در نهایت با یافتن آرامش درونی (inner peace)، قدرت کنترل انرژی را به‌دست می‌آورد و با آن، سلاح‌های مرگبار دشمن را شکست می‌دهد.

## صداپیشگان
- جک بلک: پو
- لیام نایت: نوزادی پو
- آنجلینا جولی: استاد ببری
- داستین هافمن: استاد شیفو
- گری الدمن: لرد شِن
- دیوید کراس: کرین
- ست روگن: مانتیس
- لوسی لیو: ویپر
- جکی چان: میمون
- جیمز هنگ: آقای پینگ